# Igreja de Nossa Senhora do Rosário (Vila Velha)
A Igreja Nossa Senhora do Rosário é uma igreja católica localizada no Sítio Histórico da Prainha, no município de Vila Velha, no estado do Espírito Santo, considerada uma das mais antigas do Brasil e um marco na colonização do solo espírito-santense.   

## História
É resultante da ampliação da mais antiga capela edificada na Capitania do Espírito Santo, e foi construída pelo seu primeiro donatário, Vasco Fernandes Coutinho, em 1535. Alguns atribuem à igreja o título de ser a mais antiga em funcionamento no país, embora, de acordo com o Iphan, o templo mais antigo do Brasil seja a Igreja dos Santos Cosme e Damião, localizada no município de Igarassu em Pernambuco, a 27 quilômetros do Recife. Esta igreja foi construída também em 1535, mantendo sua forma original ainda hoje, apesar de não serem mais rezadas missas ali.

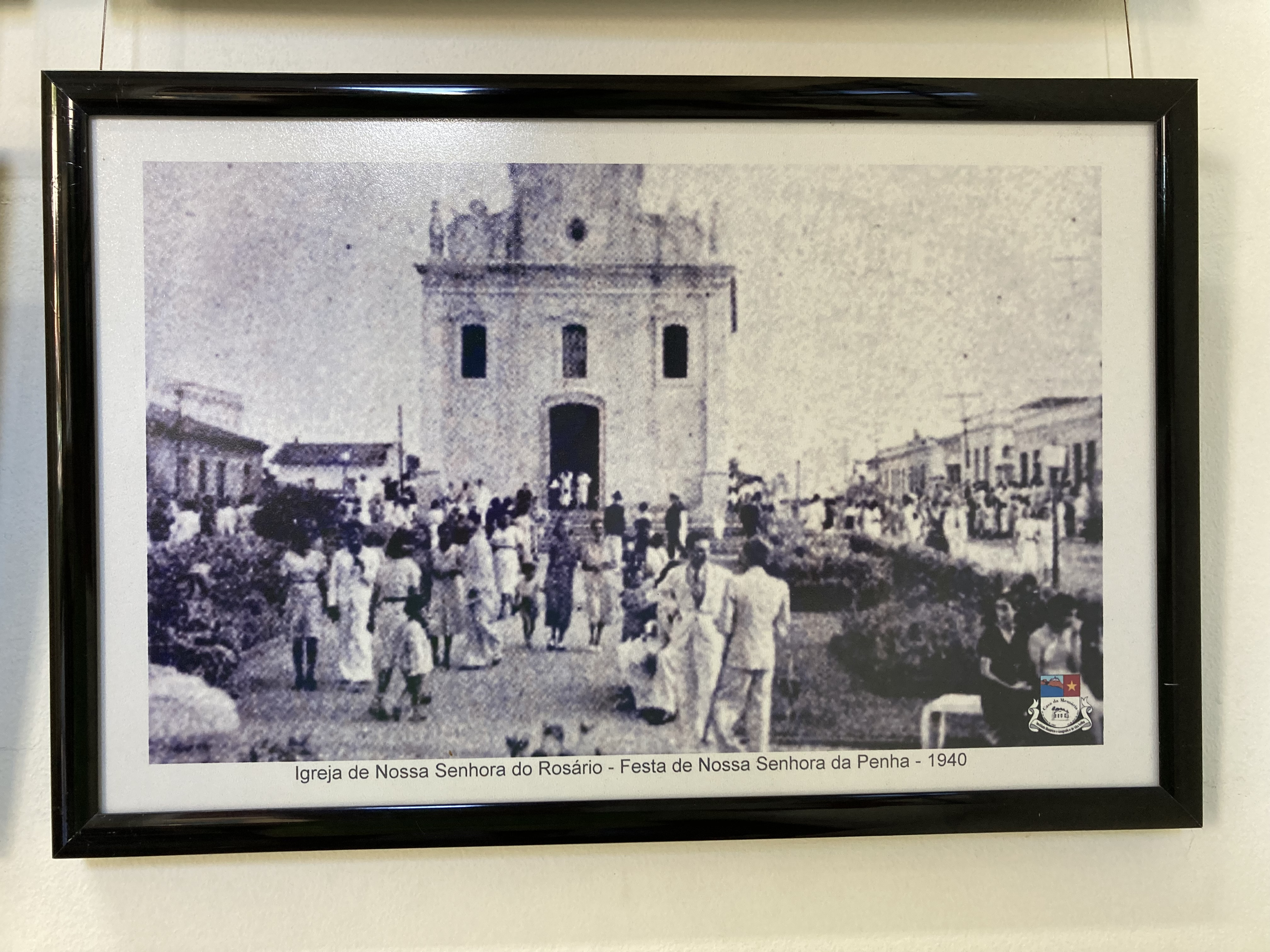
Festa de Nossa Senhora da Penha 1940. Quadro exposto no Museu Casa da Memória em Vila Velha.

As obras de sua forma atual teriam sido concluídas em 1551, com a ajuda de padres jesuítas. A Companhia de Jesus chegou ao Espírito Santo no ano anterior, em 1550, e os padres teriam se estabelecido inicialmente em Vila Velha, pois Coutinho ainda não teria transferido a sede da capitania para Vitória.
Ao seu redor costumavam existir outras construções de destaque. Uma delas é a Casa de Misericórdia, que seria do ano de 1595 e foi posteriormente transferida para Vitória. Outro elemento que existia no local era o cemitério da vila colonial, onde teria sido sepultado o donatário Vasco Fernandes Coutinho, e que teria sido removido em cerca de 1915.

## Características
De acordo com relatório do Iphan, a Igreja do Rosário:
possui partido arquitetônico com planta em forma retangular, apresenta nave, coro e capela mor. Na nave com três altares, destaca-se uma pia batismal em mármore de lioz, e o forro de madeira em forma de prisma tripartido. Seu piso em ladrilho hidráulico é o testemunho das diversas alterações que a igreja sofreu ao longo de sua história.
A Igreja de Nossa Senhora do Rosário é o único templo da América que conserva a história do padroado (a doutrina da Igreja Católica do Novo Mundo), tendo preservado o documento de doação das santas relíquias de São Colombo e São Liberato como suas ditas relíquias na pedra D'ara.

## Visitantes
Alguns dos visitantes da igreja em seus primeiros anos foram o frei Pedro Palácios, que deu início à fundação do Convento da Penha, e também o santo jesuíta José de Anchieta, que viveu no Espírito Santo por vários anos ao fim de sua vida.

Os diários do imperador Dom Pedro II mostram que ele chegou a visitar a igreja durante sua visita ao Espírito Santo em 1860. Dela, entretanto, pouco escreveu, limitando-se a anotar:
A matriz que não tem vigário há bastante tempo.

## Tombamento e reformas
O templo passou por inúmeras reformas. Em 1908 foram instalados os atuais altares, e em 1912 a estrutura foi reforçada devido à instalação da linha do bonde. A igreja foi tombada pelo Instituto do Patrimônio Histórico e Artístico Nacional (Iphan) em 20 de março de 1950, por causa de seu valor histórico, cultural e religioso para o Brasil.
De lá para cá, veio passando por diversas reformas para a recuperação de suas cores e de seus adornos originais. Em 1980 foi removida toda a estrutura de madeira do coro que foi substituída por uma nova em concreto armado. 
Entre 2015 e 2016 houve uma reforma onde foram realizados reparos na estrutura, tratamento do reboco, adaptações de acessibilidade, recuperação de adornos e dos elementos decorativos. O fator mais impactante dessa última reforma foi o resgate histórico das pinturas artísticas, o retorno do coro em estrutura de madeira e a reforma completa no telhado da igreja, além da "substituição parcial do telhado, restauro do forro, novas instalações elétricas, sonorização e iluminação interna e externa".
Outra reforma foi feita no final de 2021, quando refizeram sua pintura externa. O objetivo era fazer a manutenção do templo, para preservá-lo.